# 绍姆洛耶内
绍姆洛耶内，是匈牙利维斯普雷姆州所辖的一个村，总面积8.15平方公里，总人口330，人口密度40.5人/平方公里（2010年1月1日）。